# 1775 год
1775 (ты́сяча семьсо́т се́мьдесят пя́тый) год  по григорианскому календарю — невисокосный год, начинающийся в воскресенье. Это 1775 год нашей эры, 5‑й год 8‑го десятилетия XVIII века 2‑го тысячелетия, 6‑й год 1770‑х годов. Он закончился 250 лет назад.
| Пн | Вт | Ср | Чт | Пт | Сб | Вс |
|    |    |    |    |    |    | 1  |
| 2  | 3  | 4  | 5  | 6  | 7  | 8  |
| 9  | 10 | 11 | 12 | 13 | 14 | 15 |
| 16 | 17 | 18 | 19 | 20 | 21 | 22 |
| 23 | 24 | 25 | 26 | 27 | 28 | 29 |
| 30 | 31 |    |    |    |    |    |

| Пн | Вт | Ср | Чт | Пт | Сб | Вс |
|    |    | 1  | 2  | 3  | 4  | 5  |
| 6  | 7  | 8  | 9  | 10 | 11 | 12 |
| 13 | 14 | 15 | 16 | 17 | 18 | 19 |
| 20 | 21 | 22 | 23 | 24 | 25 | 26 |
| 27 | 28 |    |    |    |    |    |

| Пн | Вт | Ср | Чт | Пт | Сб | Вс |
|    |    | 1  | 2  | 3  | 4  | 5  |
| 6  | 7  | 8  | 9  | 10 | 11 | 12 |
| 13 | 14 | 15 | 16 | 17 | 18 | 19 |
| 20 | 21 | 22 | 23 | 24 | 25 | 26 |
| 27 | 28 | 29 | 30 | 31 |    |    |

| Пн | Вт | Ср | Чт | Пт | Сб | Вс |
|    |    |    |    |    | 1  | 2  |
| 3  | 4  | 5  | 6  | 7  | 8  | 9  |
| 10 | 11 | 12 | 13 | 14 | 15 | 16 |
| 17 | 18 | 19 | 20 | 21 | 22 | 23 |
| 24 | 25 | 26 | 27 | 28 | 29 | 30 |

| Пн | Вт | Ср | Чт | Пт | Сб | Вс |
| 1  | 2  | 3  | 4  | 5  | 6  | 7  |
| 8  | 9  | 10 | 11 | 12 | 13 | 14 |
| 15 | 16 | 17 | 18 | 19 | 20 | 21 |
| 22 | 23 | 24 | 25 | 26 | 27 | 28 |
| 29 | 30 | 31 |    |    |    |    |

| Пн | Вт | Ср | Чт | Пт | Сб | Вс |
|    |    |    | 1  | 2  | 3  | 4  |
| 5  | 6  | 7  | 8  | 9  | 10 | 11 |
| 12 | 13 | 14 | 15 | 16 | 17 | 18 |
| 19 | 20 | 21 | 22 | 23 | 24 | 25 |
| 26 | 27 | 28 | 29 | 30 |    |    |

| Пн | Вт | Ср | Чт | Пт | Сб | Вс |
|    |    |    |    |    | 1  | 2  |
| 3  | 4  | 5  | 6  | 7  | 8  | 9  |
| 10 | 11 | 12 | 13 | 14 | 15 | 16 |
| 17 | 18 | 19 | 20 | 21 | 22 | 23 |
| 24 | 25 | 26 | 27 | 28 | 29 | 30 |
| 31 |    |    |    |    |    |    |

| Пн | Вт | Ср | Чт | Пт | Сб | Вс |
|    | 1  | 2  | 3  | 4  | 5  | 6  |
| 7  | 8  | 9  | 10 | 11 | 12 | 13 |
| 14 | 15 | 16 | 17 | 18 | 19 | 20 |
| 21 | 22 | 23 | 24 | 25 | 26 | 27 |
| 28 | 29 | 30 | 31 |    |    |    |

| Пн | Вт | Ср | Чт | Пт | Сб | Вс |
|    |    |    |    | 1  | 2  | 3  |
| 4  | 5  | 6  | 7  | 8  | 9  | 10 |
| 11 | 12 | 13 | 14 | 15 | 16 | 17 |
| 18 | 19 | 20 | 21 | 22 | 23 | 24 |
| 25 | 26 | 27 | 28 | 29 | 30 |    |

| Пн | Вт | Ср | Чт | Пт | Сб | Вс |
|    |    |    |    |    |    | 1  |
| 2  | 3  | 4  | 5  | 6  | 7  | 8  |
| 9  | 10 | 11 | 12 | 13 | 14 | 15 |
| 16 | 17 | 18 | 19 | 20 | 21 | 22 |
| 23 | 24 | 25 | 26 | 27 | 28 | 29 |
| 30 | 31 |    |    |    |    |    |

| Пн | Вт | Ср | Чт | Пт | Сб | Вс |
|    |    | 1  | 2  | 3  | 4  | 5  |
| 6  | 7  | 8  | 9  | 10 | 11 | 12 |
| 13 | 14 | 15 | 16 | 17 | 18 | 19 |
| 20 | 21 | 22 | 23 | 24 | 25 | 26 |
| 27 | 28 | 29 | 30 |    |    |    |

| Пн | Вт | Ср | Чт | Пт | Сб | Вс |
|    |    |    |    | 1  | 2  | 3  |
| 4  | 5  | 6  | 7  | 8  | 9  | 10 |
| 11 | 12 | 13 | 14 | 15 | 16 | 17 |
| 18 | 19 | 20 | 21 | 22 | 23 | 24 |
| 25 | 26 | 27 | 28 | 29 | 30 | 31 |

## События

### Европа
- 1775—1783 — война Англии с её колониями в Северной Америке.
- В Швеции ускоряется размежевание общинных земель и уничтожение чересполосицы.
- Продовольственные затруднения во Франции. Волнения городских низов в Дижоне, Версале, Сен-Жермене, Париже.
- 1775—1799 — Папа Пий VI (1717—1799).
- Уничтожены многие внутренние торговые пошлины в Австрии. Внешнеторговые пошлины увеличены.
- Крупное восстание[чеш.] крестьян в Северной Чехии и Моравии. Крестьяне двинулись на Прагу. Правительство бросило на его подавление целую армию. В ряде кровопролитных боёв крестьяне разбиты.
- 11 января — завершение судебного процесса над участниками Пугачёвского восстания. Вынесен смертный приговор Емельяну Пугачёву, Максиму Шигаеву и другим.
- 7 мая — Австрия и Турция заключили договор в Константинополе, по которому Австрия получила Буковину за поддержку Турции во время переговоров с Россией[1].
- 8 мая — основана почтовая станция Кривой Рог, впоследствии город — металлургический и горнодобывающий центр[2].
- 15 июля — правительница Австрии эрцгерцогиня Мария Терезия издала декрет о частичной отмене таможенных барьеров между различными австрийскими землями[1].
- 13 августа — второй барщинный патент Марии Терезии о барщине в Чехии, ограничивавший её до трёх дней и регламентировавший размер оброка[1].
- Бежецк в Тверской области получает статус города.
- Указом императрицы Екатерины II, в целях «полного забвения случившейся в отечестве смуты», река Яик переименована в Урал, Яицкий городок — в Уральск, Яицкое казачье войско — в Уральское казачье войско. Августовским манифестом императрицы Екатерины II ликвидирована Запорожская Сечь (в начале июня занятая царскими войсками). Большинство казаков переселили на Кубань.
- Губернская реформа Екатерины II: 18 ноября 1775 г. было принято «Учреждение для управления губерний Всероссийской империи».
- Судебная реформа Екатерины II.
- Манифест о свободе предпринимательства, разрешивший крестьянскую промышленность. Это привело к росту числа заводчиков из купцов и крестьян, вкладывающих свои капиталы в промышленность.
- 22 декабря — издан указ Екатерины II, в котором определялись основные направления строительства флота на Чёрном море.

### Азия
- Дагир осаждён в Акке и вскоре убит, его княжество распалось. Акка стала резиденцией турецкого паши Ахмеда Джаззара («мясника»).
- 1775—1785 — Крестьянское восстание против англичан в Бенгалии под руководством секты санияси («обездоленных»).
- Княжество Бенарес становится вассалом англичан.
- 1775—1782 — Первая англо-маратхская война. Победа маратхов над англичанами.[источник не указан 2999 дней]

### Америка и Океания
- 1775—1783 — война американских колоний за независимость.
- 19 апреля — победа отрядов повстанцев над английскими войсками у Лексингтона и Конкорда[3]. Весна — к канадской границе направился отряд Э. Аллена. Он захватил крепость Тикондерогу.
- 10 мая — в Филадельфии открылся Второй континентальный конгресс представителей восставших американских колоний Великобритании[3]. Констатировал состояние войны с Англией.
- 14 июня — решение об организации армии. Во главе её поставлен богатый виргинский плантатор Джордж Вашингтон[3]. 20-тысячная армия партизан и колониальной милиции окружила Бостон и захватила высоту Бэнкерсхилл.
- 17 июня — американцы отразили три атаки англичан на Бэнкерсхилл, но затем оставили его[4]. Июль — правые элементы конгресса во главе с Д. Диккинсоном отправили королю «петиция оливковой ветви[англ.]». Правительство Георга призвало к вооружённому подавлению мятежников.
- Губернатор Виргинии лорд Данмор обещал свободу неграм, которые перейдут к англичанам (затем многие из них были проданы в Вест-Индию). Представители Южной Каролины провели в конгрессе постановление о запрещении набора негров в армию (однако Вашингтон в связи со сложной военной обстановкой и массовым бегством рабов на сторону англичан был вынужден отказаться от его реализации). Октябрь — британский флот сжёг Фалмут. Ноябрь — взятие американцами Монреаля. Декабрь — поражение под Квебеком.
- 2 декабря — впервые поднят американский флаг.
- Испанец Хуан Мануэль де Аяла (исп. Juan Manuel de Ayala) открыл залив Сан-Франциско и остров Алькатрас.

## Родились
См. также: Категория:Родившиеся в 1775 году
- 10 февраля – Джеймс Смит, британский поэт-пародист, писатель.
- 28 февраля — Василий Григорьевич Анастасевич — русский библиограф, издатель и переводчик.
- 23 апреля — Уильям Тёрнер, британский живописец.
- 25 апреля — Карлота Жоакина Бурбон, королева-консорт Португалии, глава абсолютистской партии, неоднократно пытавшаяся свергнуть своего мужа Жуана VI (ум. 1830).
- 3 мая — Август Бекю, медик, профессор Виленского университета, отчим поэта Юлиуша Словацкого.
- 25 мая — Пеладжио Паладжи, итальянский скульптор, архитектор, живописец (ум. 1860).
- 11 июня — Джозеф Бланко Уайт, английский поэт, писатель.
- 16 декабря— Джейн Остин, английская писательница.

## Скончались
См. также: Категория:Умершие в 1775 году

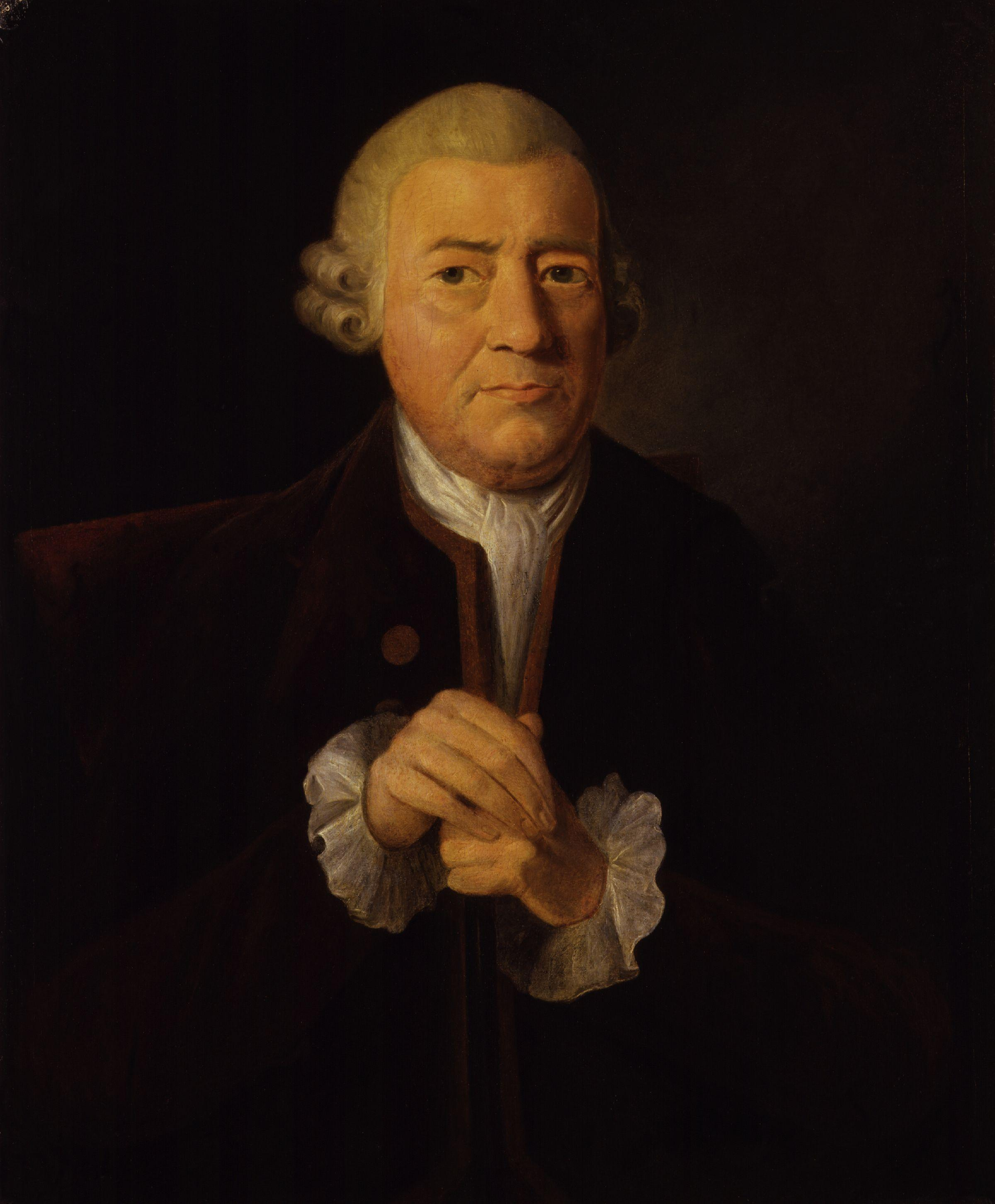
Баскервиль

- 8 января — Джон Баскервиль, английский каллиграфист и печатник (род. 1706).
- 15 января — Джованни Баттиста Саммартини, итальянский композитор (род. 1700 или 1701).
- 21 января — Емельян Иванович Пугачёв, предводитель казацко-крестьянского восстания в Российской империи (род. около 1742).
- 24 января — Иван Никифорович Зарубин (Чика), яицкий казак, один из активных участников Пугачевского восстания.
- 10 мая — Каролина-Матильда, жена датского короля Христиана VII (род. 1751).
- 18 (29) июня — Голицын Михаил Алексеевич (1697-1775) — русский государственный деятель, "придворный шут", насильно женат на калмычке Е.И. Бужениновой (свадьба прошла в "Ледяном доме")[5].